# Lüneburg Kalkberg

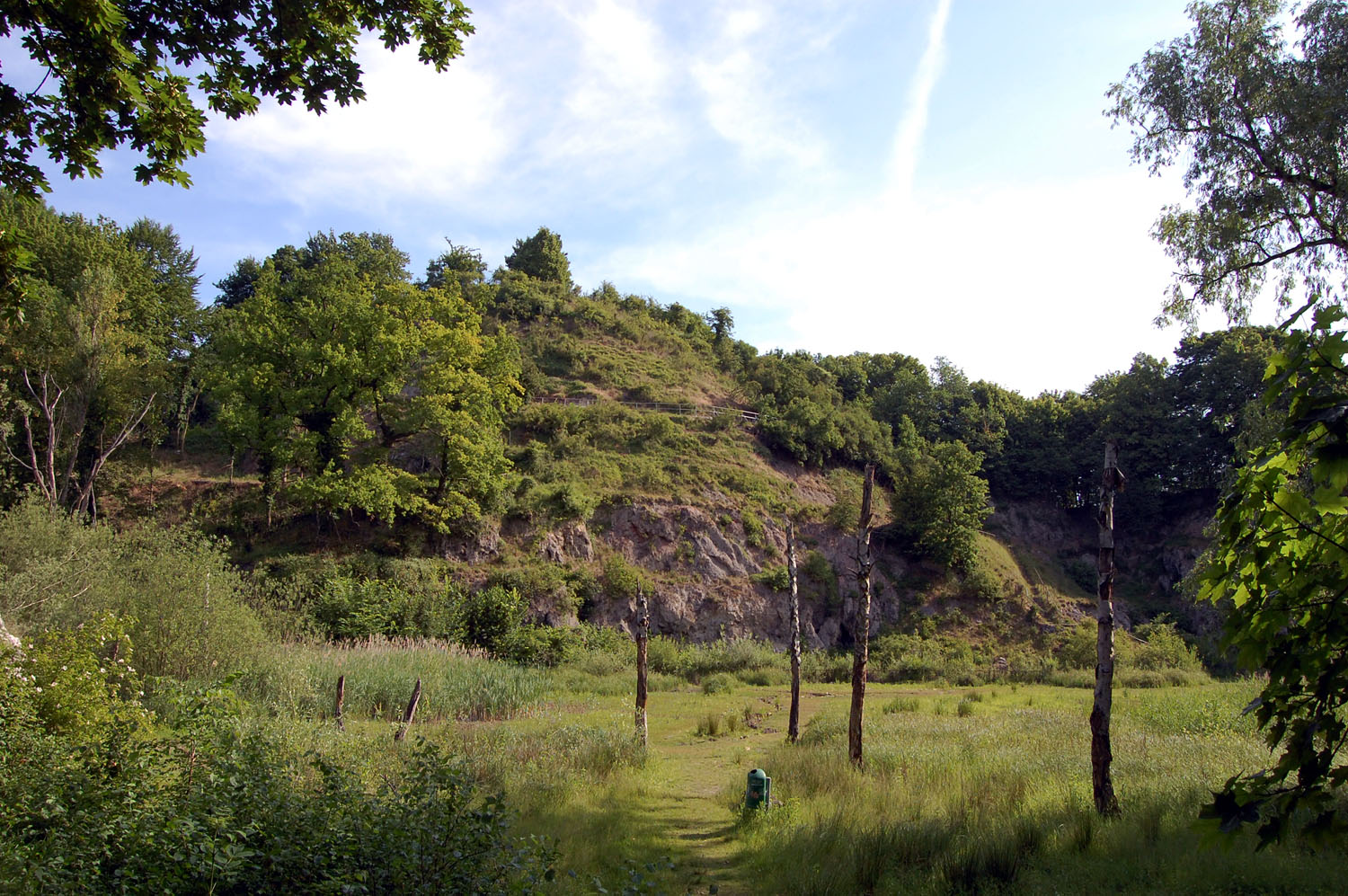
"Lueneburg Kalkberg" visto desde el sur a través del agujero dejado por la extracción de yeso

Lüneburg Kalkberg es el nombre dado a un casquete rocoso de una cúpula de sal en la parte occidental de la ciudad alemana de Luneburgo. El Kalkberg fue una mina de yeso durante la Edad Media, pero en la actualidad ha sido conocido como «Naturschutzgebiet» (reserva natural) y un lugar de encuentro común para los residentes de la ciudad.

## Etimología
Naturschutzgebiet (abreviado como «NSG») es una categoría de área protegida dentro de la Ley Federal de Conservación de Naturaleza de Alemania. Aunque a menudo se traduce como «Reserva Natural» en inglés, la Agencia Federal para la Conservación de la Naturaleza se refiere a ellos como «áreas naturales de conservación», especialmente si se cumple con los criterios de un UICN Categoría IV Hábitat y Área de Manejo de Especies.

## Historia
Hasta febrero de 1371, se erigió un castillo en la cima del Kalkberg desde donde se gobernaba el Principado de Lüneburg-Brunswick. Durante la Guerra de Sucesión de Luneburgo, el castillo de Kalkberg fue destruido junto con el monasterio cercano.[cita requerida]
La mayor parte del Kalkberg se ha extraído a lo largo de los siglos para utilizar el yeso como material de construcción. La antigua cantera todavía es reconocible por sus paredes escarpadas y escarpadas. Como resultado de la disminución de los depósitos de sal y la creciente anhidrita en el contenido del yeso en la zona, la cantera fue cerrada entre 1921-23. De interés geológico particular, son depósitos de boracite y lüneburgite. Otros minerales locales presentes incluyen la anhidrita, la calcita, el yeso, la halita, la hematita, la hidroglauberita, la jarosita, la kalistronita, la lepidocrocita, la pirita, el cuarzo, la silvita, la singenita y el thenardite.
El Kalkberg, en la actualidad, preserva una altura de 56,3 metros sobre el nivel del mar, aunque en un principio tuvo unos 80 metros de altura. El topógrafo de Lüneburg, Eduard Schlöbcke, ayudó a convertir el Kalkberg en una de las primeras reservas naturales alemanas en 1932.

### Señalización
Debido a que se imponen restricciones legales a la actividad dentro de las reservas naturales alemanas, solo de esta manera, por ejemplo, los visitantes deben saber que están entrando en un sitio con restricciones y no pueden abandonar los senderos de guía. Las reservas naturales en los estados antiguos de la República Federal de Alemania están marcadas por letreros verdes con la silueta de un águila de cola blanca. En los nuevos estados federales de la antigua Alemania Oriental, están marcados con un letrero amarillo pentagonal con la imagen de un búho chico. La reunificación de Alemania en la 36.ª Conferencia de Ministros de Medio Ambiente en 1991 recomendó el uso del símbolo del búho en el futuro en toda Alemania para designar a las reservas naturales. Esta recomendación no fue adoptada universalmente por todos los estados, en quienes se confería la jurisdicción para la política de conservación. Los siguientes estados usan ciertas simbologías:
- Schleswig-Holstein, Mecklemburgo-Pomerania Occidental, Brandeburgo, Sajonia-Anhalt, Turingia y Sajonia utilizan el búho en un pentágono, Sajonia-Anhalt empleando un fondo blanco en lugar del amarillo habitual.
- Berlín, Baja Sajonia y Bremen usan el búho en un triángulo verde.
- Hamburgo, Renania del Norte-Westfalia, Hesse, Renania-Palatinado, Sarre, Baden-Württemberg y Baviera usan el águila de cola blanca en un triángulo verde.[cita requerida]

## Composición y geología
El Kalkberg está compuesto principalmente de yeso (sulfato de calcio) y proviene de sedimentos que fueron depositados allí hace unos 250 millones de años por el mar de Zechstein. Más recientemente (en términos geológicos), perturbaciones más pequeñas han permitido que las sales de Zechstein, menos densas, fluyan juntas y se abran paso arriba hacia las rocas más jóvenes que las recubren. En la actualidad, estas sales se encuentran cerca de la superficie terrestre. A través de este proceso, las capas de roca más geológicamente nuevas alrededor de la masa de sal ascendente se deformaron, rompieron y levantaron; las capas de sal que inicialmente se encontraban horizontalmente se inclinaron y plegaron a medida que se elevaban hacia arriba. Cerca de la superficie, el domo de sal resultante fue lixiviado por agua subterránea, de modo que solo quedaban los elementos menos solubles, como los carbonatos y los sulfatos. Estos son los compuestos que forman el Kalkberg actualmente, y también se puede ver que sobresalen a través de la superficie alrededor de Luneburgo.[cita requerida]
Hasta el presente las paredes de roca solo tienen una vegetación muy escasa, lo que atrae animales y plantas típicos de los hábitats de pastizales secos. En un área de 3,6 hectáreas (8,9 acres), se pueden encontrar más de 180 especies de plantas con flores. La luz y la tiza que, de otro modo, crecen solo en el centro-sur de Europa. Varias cuevas pequeñas están habitadas por murciélagos.